# Jorge Mañach

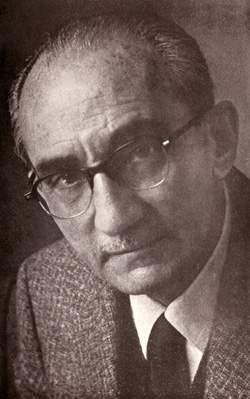
Jorge Mañach Robato

Jorge Mañach y Robato (* 14. Februar 1898 in Sagua la Grande, Villa Clara, Kuba; † 25. Juni 1961 in San Juan, Puerto Rico) war ein kubanischer Schriftsteller, Jurist, Politiker und Außenminister, der wegen Kritik an Fidel Castros Regierung ins Exil gehen musste.

## Biographie
Mañach, Sohn eines Spaniers und einer Kubanerin, wurde in Kuba, Spanien, den Vereinigten Staaten und Frankreich erzogen. Im Jahre 1920 graduierte er an der Universität Harvard mit einem Bachelor of Arts (B. A.) in Philosophie. Danach setzte er seine Ausbildung an der Université du Droit et de la Santé in Lille und der Universität von Havanna fort. Um 1939 unterrichtete er an der Columbia University in New York und bis 1960 an der Universität von Havanna. 
1927 gründete er in Havanna die Zeitschrift Revista de Avance, die bis 1930 erschien. In den Jahren 1932 und 1933 war er unter anderem als Verfasser des politischen Programms der von ihm mitgegründeten Untergrundgruppierung ABC an der Revolution gegen den Diktator Gerardo Machado beteiligt. Als die ABC anschließend offen als politische Partei auftrat, wurde Mañach zunächst ins Abgeordnetenhaus und später in den Senat gewählt und war Vizepräsident der Verfassungsgebenden Versammlung, die die Verfassung von 1940 beschloss. 1933 erschien seine Biografie des kubanischen Unabhängigkeitshelden José Martí, dessen politische Ideen er als weiterhin relevant und aktuell verteidigte. 1934 gewann er den hoch dotierten und in diesem Jahr erstmals vergebenen nationalen Journalismuspreis „Justo de Lara“. 1944 diente er für einige Monate als kubanischer Außenminister. 1945 versammelte er in seinem Haus 37 Autoren zur Gründung des kubanischen PEN-Clubs, zu dessen Präsident er gewählt wurde. Von 1947 bis 1955 war er führendes Mitglied der sozialdemokratischen Partido del Pueblo Cubano (Ortodoxos). Für die vom Ortodoxos-Parteimitglied Fidel Castro in Gefangenschaft verfasste Kampfschrift „Die Geschichte wird mich freisprechen“ verfasste er 1954 ein Vorwort. Während der von ihm bekämpften autoritären und undemokratischen Herrschaft Fulgencio Batistas (seit 1952) ging er 1957 ins spanische Exil. In Madrid betätigte er sich unter anderem als Autor für die Tageszeitung ABC, bis er im Februar 1959 nach Kuba zurückkehrte. Zunächst unterstützte er die von Castro geführte Revolutionsregierung und verteidigte sie gegen Kritik. Später wandte er sich gegen die zunehmenden antiliberalen Maßnahmen wie den Abbau von Pressefreiheit und Hochschulautonomie und den immer sichtbareren Einfluss der prosowjetischen Kommunisten auf den politischen Kurs der Republik. Im September 1960 wurde Mañach als Universitätsprofessor gemeinsam mit vielen Kollegen im Zuge der Gleichschaltung des Bildungswesens zwangsweise in den Ruhestand versetzt. Da er als der Regierung von Fidel Castro kritisch gegenüberstehender Intellektueller nun weder lehren noch veröffentlichen konnte, sah er sich noch im selben Jahr gezwungen, das Land zu verlassen. Zusammen mit seiner Familie lebte er in Puerto Rico, wo er an der Universität von Río Piedras lehrte. Er starb am 25. Juni 1961 in San Juan.
Jorge Mañach war mit Margot Baños verheiratet, aus der Ehe ging ein Sohn, Jorge Mañach-Baños, hervor. Seine Cousine (ersten Grades) Edelmira Sampedro-Robato heiratete 1933 Prinz Alfons Pius de Borbón, ältesten Sohn des spanischen König Alfons XIII.